# 盧卡斯·斯特坎普
盧卡斯·斯特坎普（葡萄牙語：Lucas Saatkamp；1986年3月6日—）是一位巴西排球運動員。他現在效力於巴西排球聯賽球隊Sada Cruzeiro。他也代表巴西國家男子排球隊參賽，參加了包含2012年倫敦奧運會等多項國際排球賽事。他在2015年4月27日結婚。

## 體育成就

### 俱樂部

#### 國內聯賽
- 2007/2008  巴西排球錦標賽（英语：Superliga Brasileira de Voleibol），與Cimed Florianópolis（英语：Floripa Esporte Clube）
- 2008/2009  巴西排球錦標賽，與Cimed Florianópolis
- 2009/2010  巴西排球錦標賽，與Cimed Florianópolis
- 2012/2013  巴西排球錦標賽，與RJX Rio de Janeiro（英语：Associação Desportiva RJX）
- 2015/2016  義大利排球錦標賽（英语：2015–16 Men's Volleyball Serie A1），與摩德納排球
- 2018/2019  巴西排球聯賽，與Funvic Taubaté（英语：Vôlei Natal）

#### 國內盃賽
- 2015/2016  義大利超級盃，與摩德納排球
- 2015/2016  義大利盃，與摩德納排球

#### 國際盃賽
- 2009  南美洲男排俱樂部錦標賽（英语：2009 Men's South American Volleyball Club Championship），與Cimed Florianópolis
- 2022  世界男排俱樂部錦標賽，與Sada Cruzeiro（英语：Associação Social e Esportiva Sada）

### 國家隊
- 2005  世界青少年男子排球錦標賽
- 2007  泛美運動會
- 2007  美洲盃
- 2008  美洲盃
- 2009  南美洲排球錦標賽
- 2009  世界大冠軍盃排球賽
- 2009  世界排球聯賽
- 2010  世界排球聯賽
- 2010  世界男子排球錦標賽
- 2011  世界排球聯賽
- 2011  南美洲排球錦標賽
- 2011  世界盃
- 2012  奧林匹克運動會
- 2013  世界排球聯賽
- 2013  南美洲排球錦標賽
- 2013  世界大冠軍盃排球賽
- 2014  世界排球聯賽
- 2014  世界男子排球錦標賽
- 2015  南美洲排球錦標賽
- 2016  世界排球聯賽
- 2016  奧林匹克運動會
- 2017  世界排球聯賽
- 2017  南美洲排球錦標賽
- 2018  世界男子排球錦標賽
- 2019  世界盃
- 2021  男子排球國家聯賽
- 2021  南美洲排球錦標賽
- 2022  世界男子排球錦標賽

### 個人獎項
- 2007 美洲盃 – 最佳發球選手
- 2008 巴西排球聯賽（英语：Brazilian Men's Volleyball Superliga） – 最佳中間手
- 2013 南美洲排球錦標賽 – 最佳攻擊手
- 2014 世界排球聯賽 – 最佳中間手
- 2017 世界大冠軍盃排球賽 – 最佳中間手[2]
- 2018 世界男子排球錦標賽 – 最佳中間手
- 2018–19 巴西排球聯賽 – 最佳中間手
- 2019 世界盃 – 最佳中間手

## 外部連結
- FIVB個人資料 （页面存档备份，存于）

| 獎項                                           | 獎項                                                                | 獎項                                       |
| ---------------------------------------------- | ------------------------------------------------------------------- | ------------------------------------------ |
| 前任： 迪米特里·穆塞爾斯基 埃馬努埃萊·比拉雷利 | 世界排球聯賽 最佳中間手 2014 與 大衛·李共同獲獎                     | 繼任： 馬克斯維爾·霍爾特 斯雷奇科·利斯納克 |
| 前任： 馬克斯·貢特爾                           | 奧林匹克 最佳中間手 2016 與 Artem Volvich共同獲獎                   | 繼任： Ivan Iakovlev 巴泰勒米·欽尼耶澤     |
| 前任： 馬克斯維爾·霍爾特 埃馬努埃萊·比拉雷利   | 世界大冠軍盃排球賽 最佳中間手 2017 與 馬特奧·皮亞諾共同獲獎         | 繼任： TBD                                 |
| 前任： 馬庫斯·伯梅 卡羅爾·克沃斯               | 世界男子排球錦標賽 最佳中間手 2018 與 皮奥特爾·諾瓦克沃斯基共同獲獎 | 繼任： 馬特烏斯·比尼克 詹盧卡·加拉西       |